# Руби карактер
Руби карактери су мале глосе које могу бити постављене изнад или десно од кинеског карактера приликом писања логографских језика као што су кинески или јапански, да покажу њихов изговор. Такве ознаке се обично користе као водич изговора за релативно непознате карактере.

## Примјери

### Јапански језик
Ово је примјер јапанских руби карактера (званих фуригана) за јапанску реч Токио (東京):
| とう | きょう |
| 東   | 京     |

| トウ | キョウ |
| 東   | 京     |

| tō | kyō |
| 東 | 京  |

Фуригана се већином пише хираганом, али и катакана и ромађи се такође повремено користе. Алтернативно, понекад се стране речи (обично енглеске) штампају уз фуригану за указивање на значење, и обрнуто. Уџбеници обично пишу оњоми катаканом а куњоми хираганом.

### Кинески језик
Ово је примјер кинеских руби карактера за кинеску реч Пекинг (北京):
| ㄅㄟˇ | ㄐ一ㄥ |
| 北    | 京     |

| běi | jīng |
| 北  | 京   |

У Тајвану се за кинеске руби карактере обично користи џујин фухао (такође познат као бопомофо) слоговно писмо, док се у континенталној Кини користи ханју пинјин. Типично, џујин се користи са усправним традиционалним писањима и пише се на десној страни карактера. У континенталној Кини, користи се водоравно писмо и руби карактери (пинјин) су написани изнад кинеских карактера.
Књиге са фонетским водичима су популарни са дјецом и странцима који уче кинески (посебно пинјин).

## Употреба рубија
Руби се може користити из различитих разлога:
- јер је карактер риједак и изговор непознат за многе — каратери личних имена често спадају у ову категорију;
- јер карактер има више од једног изговора, а контекст је недовољан да би се утврдило који се користи;
- јер је текст намењен читаоцима који и даље уче језик и од којих се не очекује да увијек знају изговор и/или значења карактера;
- јер аутор користи нестандардни изговор за карактере — на примјер, стрипови често користе руби да нагласе игру ријечи.

Такође, руби може се користити за приказивање значења, уместо изговора, непознате (углавном стране) или жаргонске речи. То се обично користи за управни говор, углавном у јапанским публикацијама.
У јапанском, неки карактери, као што је sokuon (促音 tsu, 小さいつ буквално „мали цу“) који означава паузу пред сугласником коме претходи, обично су писани у отприлике пола величине нормалних карактера. Кад су написани у рубију, ти карактери су обично исте величине као остали руби карактери. Напредак у технологији сада пружа могућност да су одређени карактери приказани тачно.

## Историја
Руби је првобитно био име неког британског 5.5 пунктског фонта који се користо за коментаре у штампаним документима. У јапанском, него да се односи на име фонта, реч је дошао да се односи на слагање текста фуригана. Када транслитерисан натраг на енглески, реч је изражена у неким текстовима као „руби“ (типична правописна латинизација јапанске реч ルビ).
Међутим, назив „руби“ је постао више уобичајни када W3C препорука за руби језик за означавање је објављен.

## Руби у уникоду
Уникод и учесни стандард Универзална карактерска шема подржавају руби путем ових међуредних белешких карактера:
- Код тачка FFF9 (хекс) – Међуредни белешки ослонац - обележи почетак обележеног текста
- Код тачка FFFA (хекс) – Међуредни белешки разделник - обележи почетак обележеног или обележених карактера
- Код тачка FFFB (хекс) – Међуредни белешки завршни члан - обележи завршетак обележеног текста

Уникод технички извештај број 20 разјаснује да ти знакови нису намијењени да буду изложени корисницима језика за означавање и софтверских апликација. То предложи да се користи умјесто руби означавање, гдје је то прикладно.

## Руби означавање
У 2001. години, W3C је објавио руби белешке спецификацију за додатак XHTML са руби означавањем. Руби означавање није стандардни дио ХТМЛ 4.01 или било која од XHTML 1.0 спецификација (XHTML-1.0-Strict, XHTML-1.0-Transitional, and XHTML-1.0-Frameset), али је уведен у XHTML 1.1 спецификацији.

### Примјери руби означавања
Овдје је неколико примјера руби означавања. Означени приказан је први, и нацртани приказ је следећи. Веб прегледачи ће или оставити га са исправном величином и позицијом као што је приказно у таблици примјерима горе, или ће се користити одступница цртања са руби каратерима у заградама:
```
<ruby><rb>東</rb><rp>(</rp><rt>とう</rt><rp>)</rp></ruby> 
<ruby><rb>京</rb><rp>(</rp><rt>きょう</rt><rp>)</rp></ruby>
```

東
京
```
<ruby><rb>北</rb><rp>(</rp><rt>ㄅㄟˇ</rt><rp>)</rp></ruby> 
<ruby><rb>京</rb><rp>(</rp><rt>ㄐㄧㄥ</rt><rp>)</rp></ruby>
```

北
京
Имајте на уму да би кинески руби текст иначе био приказан у вертикалним ступцима надесно сваког карактера. Овај приступ се обично не подржава у веб прегледачима за сада.
Ово је примјер вертикалних стубова.
| \| 瓶 \| ㄆ ㄧ ㄥ ˊ \| \| 子 \| ㄗ \| 1. 2. |            |
| 瓶                                          | ㄆ ㄧ ㄥ ˊ |
| 子                                          | ㄗ         |